# Речелга
Речелга — река в России, протекает по Пышминскому району Свердловской области. Устье реки находится в 330 км по правому берегу реки Пышма. Длина реки составляет 45 км.

## Притоки
- Рудная
- Березовка
- 22 км: Глубокая
- 27 км: Чёрная
- Крутояр
- Кайгородка
- Мостовая
- Ржавец
- Белая, у д. Речелга
- Васева
- Ольховка

## Населённые пункты
- д. Речелга

## Данные водного реестра
По данным государственного водного реестра России относится к Иртышскому бассейновому округу, водохозяйственный участок реки — Пышма от Белоярского гидроузла и до устья, без реки Рефт от истока до Рефтинского гидроузла, речной подбассейн реки — Тобол. Речной бассейн реки — Иртыш.
Код объекта в государственном водном реестре — 14010502212111200007952.